# Wibeke Beck-Friis
Wibeke Beck-Friis Frisk, född 1916 i Stockholm, död 2008, var en svensk textilkonstnär.
Beck-Friis studerade vid Hevmanns Kunstschule i München och vid École d'Art i Lausanne och vid Welamsons målarskola i Stockholm. Bland hennes offentliga arbeten märks mässhakar för Engelbrektskyrkan i Stockholm. Hennes konst består av applikationer med broderier. Beck-Friis är representerad vid Nationalmuseum och Västerås konstmuseum.